# Королевская гвардия Испании
Королевская гвардия (исп. Guardia Real) — отдельный полк вооруженных сил Испании, задачей которого является защита короля Испании и членов испанской королевской семьи].
В настоящее время численность формирования составляет 1900 человек. Хотя гвардейцы участвуют в парадах и других церемониальных мероприятиях, это полнофункциональная боевая единица. Его военнослужащие отбираются из рядов всех трёх видов вооруженных сил Испании и проходят такую же боевую подготовку, что и обычные солдаты.
Гвардия состоит из разнообразных подразделений: роты морской пехоты из ВМФ, роты из ВВС и армейской роты, среди прочих. Некоторые подразделения в последнее время служили в Афганистане и Боснии.

## История
История испанской королевской гвардии восходит к средним векам. Старшее подразделение и одно из старейших европейских гвардейских в мире — Корпус джентльменов палаты, Monteros de Espinosa, датируемый 1006 годом и созданный Санчо Гарсия из Кастилии.
В ходе Мавританской войны Особая гвардия телохранителей, состоявшая из 500 тяжёловооружённых рыцарей и стольких же легковооружённых всадников, сопровождала испанского короля Фердинанда Католика.
Ещё до того, как появились первые монархи Испании, католические короли сформировали группу под названием «Старая гвардия Кастилии» (Guardias Viejas de Castilla). Позже первый монарх Испании, Карл V приказал, чтобы рота этих гвардейцев охраняла его и проживала в его дворце, назвав её «Сотня Континосов» (Los Cien Continos).

### Официальное образование
Позже отец Карла V, Филипп I Красивый, прибыл в Испанию в 1502 году и привез с собой своих «Лучников Бургундии», также известных как «Лучники Клинка». Эта группа королевских гвардейцев оставалась на службе до реорганизации Филиппом V в «Войска королевского дома» (Tropas de Casa Real).
В XVIII столетии, в Испании, лейб-гвардия короля — Валлонская гвардия. Офицерский состав лейб-гвардия короля, принадлежал к самым знатным фамилиям страны. В литературе также упоминается испанская гвардия короля Иосифа. В 1822 году Валлонская гвардия была распущена.

### Гражданская война
Охранники были расформированы в 1931 году после образования 2-й республики и были заменены кавалерийским подразделением, «Эскадроном президентского эскорта» (Escuadrón de Escolta Presidencial). К 1936 году в него входил «президентский гвардейский батальон» (batallón de Guardia Presidencial), который оставался верным республике во время гражданской войны.

### Восстановление
При Франсиско Франко указом от 4 февраля 1949 года военное управление генералиссимуса было реорганизовано, и был образован «Полк гвардии Его Превосходительства главы государства» (Regimiento de la Guardia de Su Excelencia el Jefe del Estado), позднее — «Гвардейский полк Его Превосходительства генералиссимуса» (Regimiento de la Guardia de S.E. el Generalísimo), в состав которого входил конный эскадрон (Guardia Mora), которая была впервые создана из контингента Регуларесов. После нескольких реорганизаций подразделение просуществовало до смерти Франко в качестве объединённого полка охраны.
После смерти Франко и прихода короля Хуана Карлоса I на пост главы государства гвардейский полк влился в новую армию под управлением короля и лёг в основу «Полка королевской гвардии» (Regimiento de la Guardia Real); на сегодняшний день это Guardia Real.

## Цель
Помимо защиты членов испанской королевской семьи, в настоящее время функции этого подразделения включают защиту глав иностранных государств, посещающих Испанию, и королевских дворцов, таких как Королевский дворец в Мадриде (Palacio Real), дворец Эль Пардо и дворец Сарсуэла.
Они также являются активной боевой единицей и развернуты в Боснии и Афганистане.

## Организация

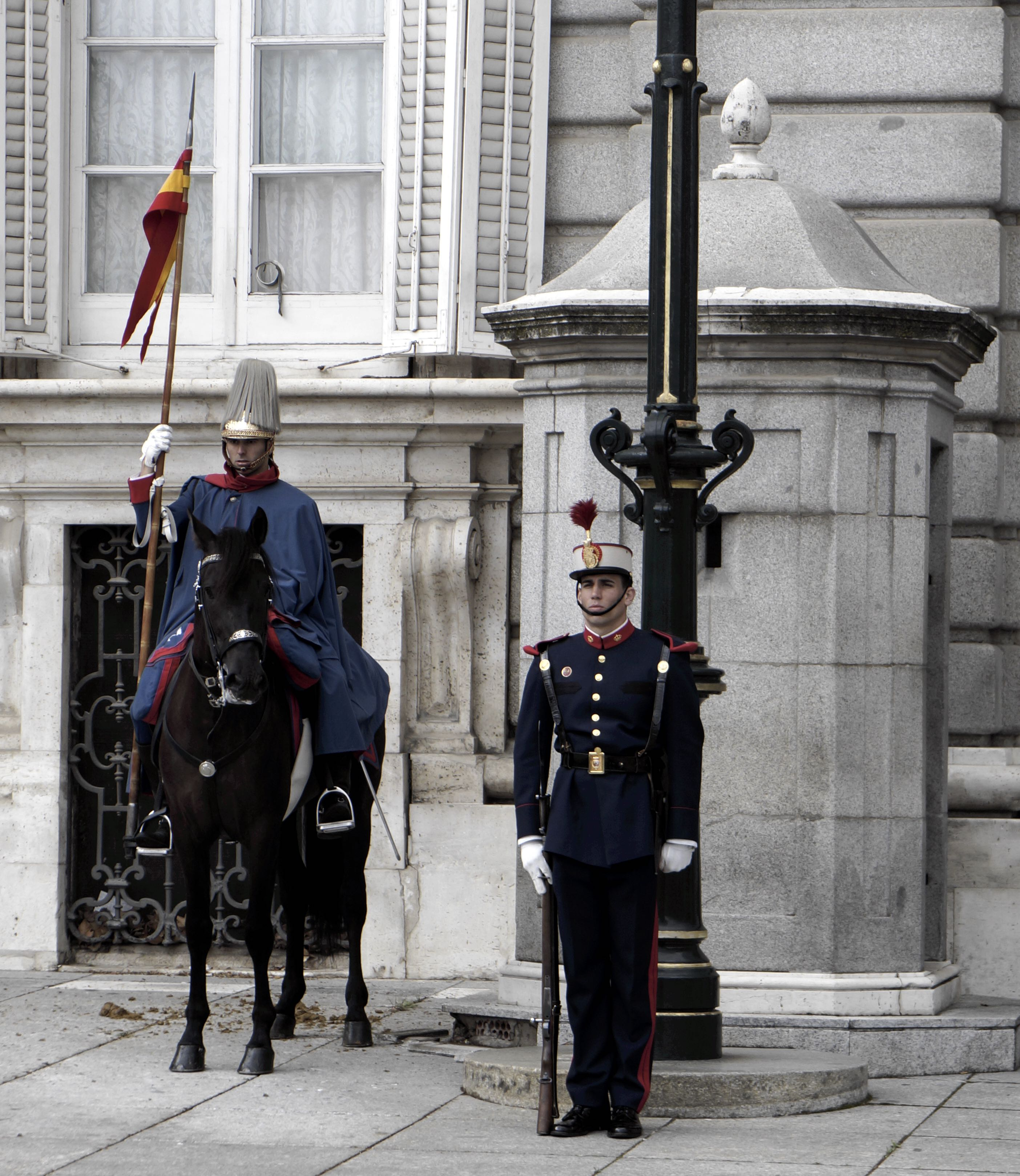
Королевская гвардия у главного входа Королевского дворца в Мадриде

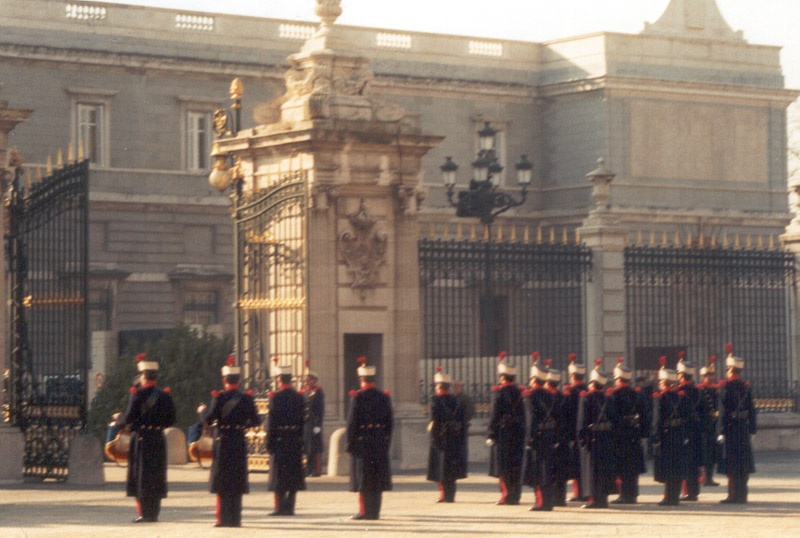
Смена караула у Королевского дворца

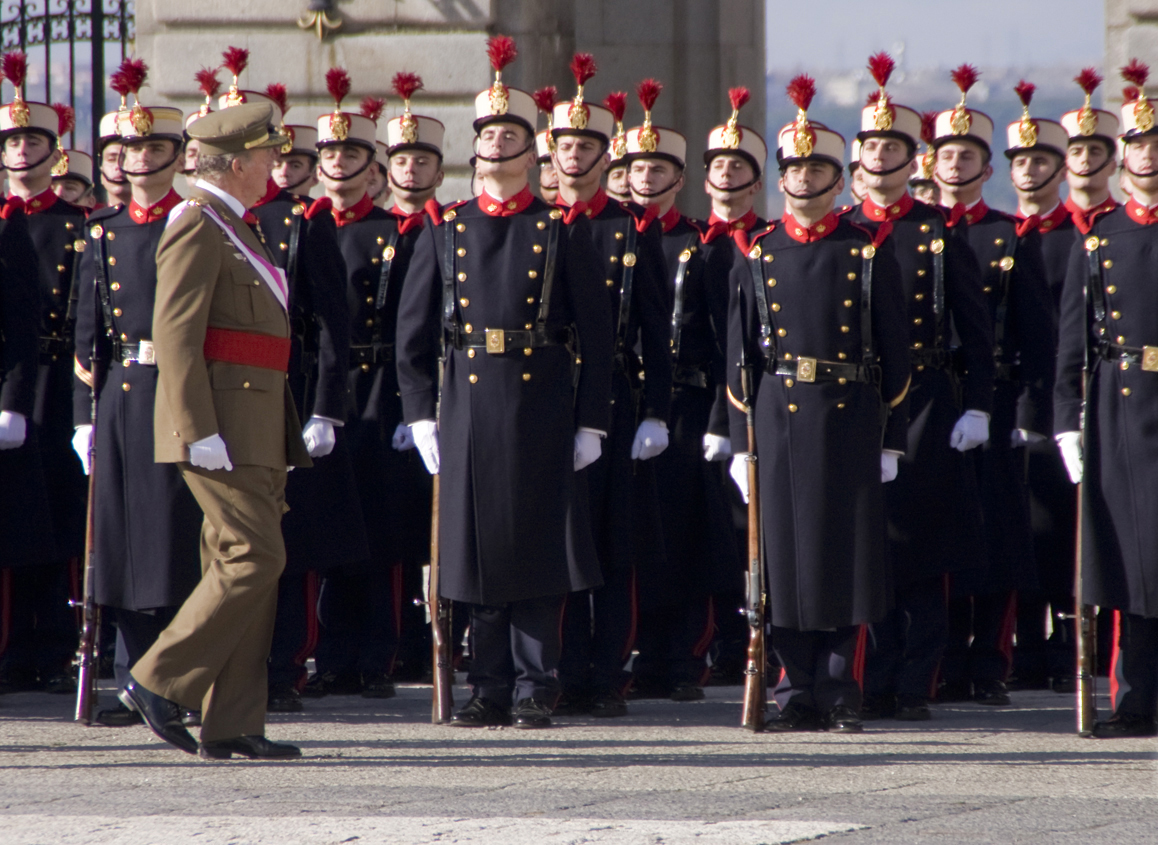
Король Хуан Карлос I осматривает Королевскую гвардию во время военной пасхи 2009 года

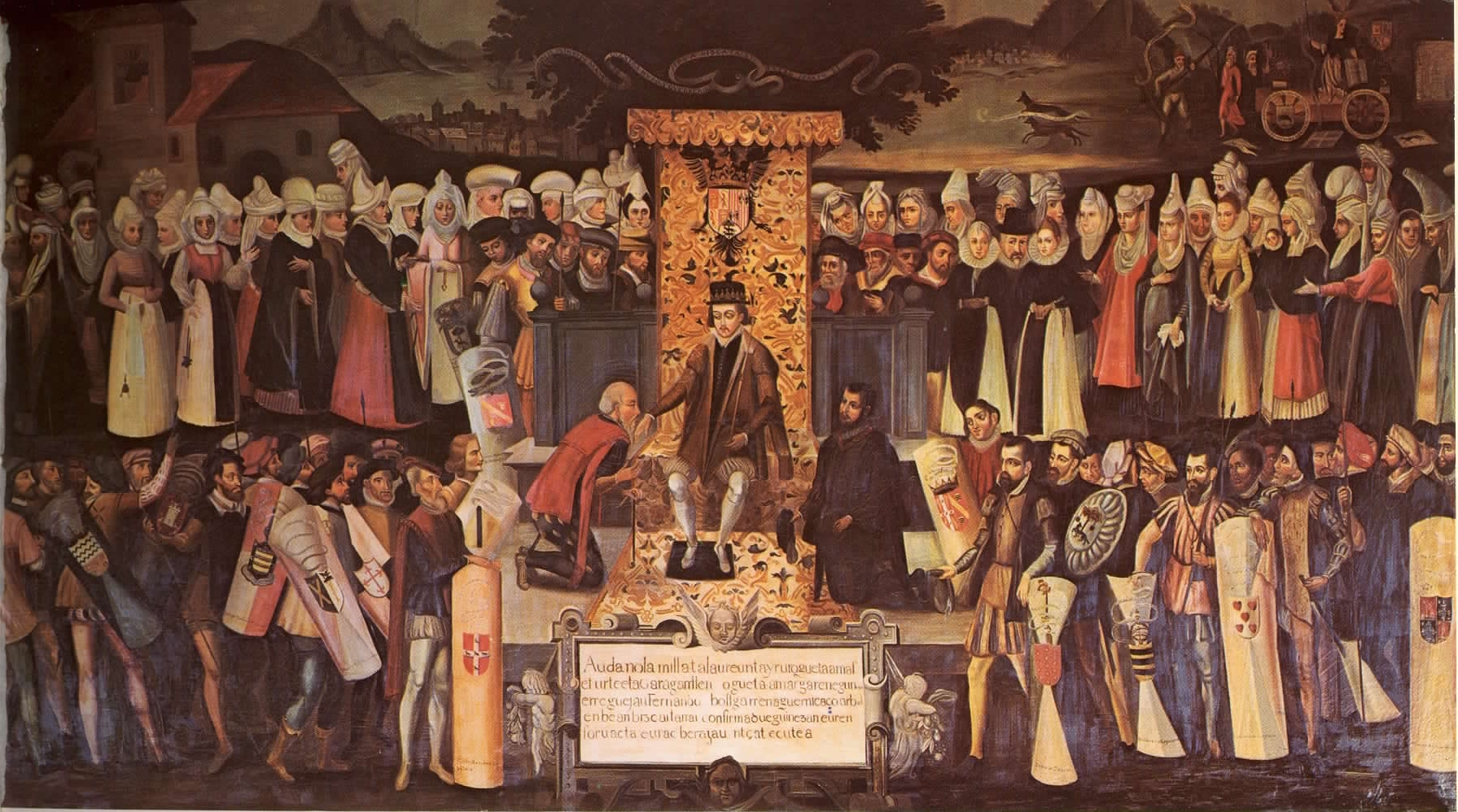
Король Фердинанд Арагонский в сопровождении королевской гвардии Кастилии во время принятия фуэроса в Гернике в 1476 году в качестве лорда Бискайского

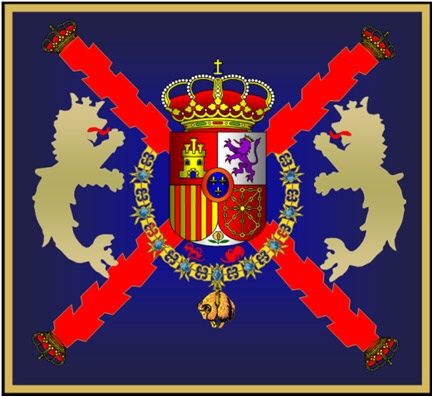
Знамя морской пехоты королевской гвардии

- Верховное командование королевской гвардии
- Группа высшего командования
  - Штаб-квартира
  - Штабная рота
  - Охранная рота
    - 1-й охранный взвод
    - 2-й охранный взвод
    - 3-й охранный взвод
    - 4-й охранный взвод

  - Рота связи
  - Строевая рота
    - 1-й взвод
    - 2-й взвод
    - 3-й взвод
    - 4-й взвод

  - Религиозная служба королевской гвардии
- Эскорт-группа
  - Штаб группы
  - Рота военной охраны
    - Отдел контроля периметра
    - Отдел внутреннего контроля
    - Сапёрный отдел/Кинологический отдел
    - Мотоциклетный отдел

  - Рота Алабардерос (Halberdiers)
    - 1-я группа немедленного реагирования
    - 2-й группа немедленного реагирования
    - Группа Алабардерос

  - Королевский эскорт-эскадрон
    - Конный оркестр «Литавры и горн»
    - Конный оркестр «Маркер»
    - Кирасирский отряд
    - Лансьерский отряд

  - Королевская конная артиллерийская батарея
  - Конный учебный отдел
- Почётная группа
  - Штаб группы
  - Армейская рота «Monteros de Espinosa»
    - 1-й взвод
    - 2-й взвод
    - 3-й взвод
    - Тренировочный взвод

  - Военно-морской отдел Mar Océano
    - 1-й взвод
    - 2-й взвод
    - 3-й взвод

  - Эскадрилья ВВС Plus Ultra
    - 1-е звено
    - 2-е звено
    - 3-е звено

  - Альпинистский отряд
  - Подводный отряд
  - Снайперский отряд
- Группа логистики
  - Штаб группы
  - Администрация группы
  - Обслуживающий отдел
  - Транспортный отдел
  - Управление логистики
- Музыкальный отряд Королевской гвардии[исп.]
  - Штаб-квартира и командование музыкального отряда
  - Военный оркестр Королевской гвардии Испании
  - Подразделение барабанщиков Королевской Гвардии (барабаны и горны)
  - Группа файф (fife — поперечная блок-флейта из Англии) и группа трубачей
  - Духовой оркестр Королевской гвардии
  - Биг-бэнд Королевской гвардии
  - Камерные ансамбли Королевской гвардии